# اد فلاندر
اد فلاندر (انگلیسی: Ed Flanders؛ ۲۹ دسامبر ۱۹۳۴ – ۲۲ فوریهٔ ۱۹۹۵) یک هنرپیشه اهل ایالات متحده آمریکا بود.

## فیلمشناسی

### سینمایی
- مک‌آرتور (۱۹۷۷)
- اینچئون (۱۹۸۱)
- اعترافات واقعی (۱۹۸۱)
- جن‌گیر ۳ (۱۹۹۰)
- خدانگهدار عشق (۱۹۹۵)

### تلویزیونی
- سیمارون (۱۹۶۷) یک اپیزود
- مأموریت: غیرممکن (۱۹۷۱) یک اپیزود
- آیرونساید (۱۹۷۲) یک اپیزود
- دکتر مارکوس ولبی (۱۹۷۳) یک اپیزود